# M le maudit
Pour plus de détails, voir Fiche technique et Distribution.
M le maudit (M – Eine Stadt sucht einen Mörder) est un film allemand réalisé par Fritz Lang, sorti en 1931.
Il s'agit du premier long métrage parlant du réalisateur. Inspiré notamment de l'affaire Peter Kürten et de quelques autres faits divers semblables, il montre les habitants d'une grande ville allemande jetés dans la terreur et l'hystérie par un meurtrier d'enfants, de sorte que la police et la pègre se mettent l'une et l'autre à sa poursuite.
Plaidoyer nuancé contre la peine de mort, ce chef-d'œuvre du cinéma allemand, innovant profondément par rapport à l'expressionnisme, est, en pleine montée du nazisme, une interrogation dérangeante sur l'aspect criminel de la société, l'irresponsabilité des fous, l'identité de l'assassin et de la victime qui habite l'homme. Il est depuis considéré comme l'un des meilleurs films allemands et l'un des meilleurs jamais réalisés.

## Synopsis
Le film commence avec des enfants qui jouent dans une cour d'immeubles en récitant une comptine évoquant un assassin.
Dans une cité ouvrière, une mère attend impatiemment le retour de sa fille de l'école, mais un inconnu, dont seule l'ombre apparaît à l'écran, réussit à attirer l'enfant en lui offrant un ballon de baudruche. Après avoir découvert le cadavre de la petite, la police intensifie ses efforts de recherche, en vain. Des avis de recherche sont lancés et une récompense est promise. Les habitants en viennent à se soupçonner les uns les autres. Les dénonciations anonymes font croître la tension et les policiers sont à bout de force.
Cependant, les rafles et les contrôles incessants dérangent les bandes criminelles dans leurs « affaires ». Aussi la pègre locale décide-t-elle, sous la direction de Schränker, de chercher elle-même le meurtrier et utilise dans ce but le réseau des mendiants. Alors que la police a identifié le meurtrier, celui-ci est reconnu par un vendeur de ballons aveugle, grâce à la chanson que le tueur siffle (Dans l'antre du roi de la montagne d'Edvard Grieg). Un de ses « collègues » marque alors un « M » à la craie sur l'arrière du manteau du meurtrier, au niveau de son épaule, après que le vendeur de ballons aveugle lui a indiqué où il se trouvait ; le meurtrier s'enfuit dans un bâtiment de bureaux que les bandes cernent. En se servant de leur attirail de cambriolage, ils fouillent la maison, attrapent le meurtrier d'enfants et l'emmènent dans une distillerie abandonnée. Là, toute la pègre rassemblée lui fait un procès macabre. Alors, il exprime d'une façon désespérée son aliénation et son dédoublement intérieur :
« Toujours, je dois aller par les rues, et toujours je sens qu'il y a quelqu'un derrière moi. Et c'est moi-même ! […] Quelquefois c'est pour moi comme si je courais moi-même derrière moi ! Je veux me fuir moi-même mais je n'y arrive pas ! Je ne peux pas m'échapper ! […] Quand je fais ça, je ne sais plus rien… Ensuite je me retrouve devant une affiche et je lis ce que j'ai fait, alors je me questionne : J'ai fait cela ? »
Le commissaire Lohmann arrive sur les lieux à la dernière minute et empêche le « tribunal » de lyncher le meurtrier. La sentence finalement prononcée par le tribunal légal n'est pas dite, Schränker ayant déjà évoqué le scénario le plus probable.
Le film se termine sur un plan filmant la mère de l'enfant assassinée, qui dit que tout cela ne lui ramènera pas sa fille, et qu'il faut faire plus attention à ses enfants.

## Fiche technique
- Titre : M le maudit ou M, ton assassin te regarde (version raccourcie de 1960)
- Titre original : M, Eine Stadt sucht einen Mörder (soit Une ville recherche un meurtrier)
- Réalisation : Fritz Lang
- Scénario : Fritz Lang, Thea von Harbou, Paul Falkenberg, Adolph Jang, Karl Vosh, d'après un article de Egon Jacobson
- Musique : extraits de Peer Gynt d'Edvard Grieg (air Dans l’antre du roi de la montagne)
- Photographie : Fritz Arno Wagner et Karl Vash
- Premier assistant opérateur : Erwin Hillier (non crédité)
- Montage : Paul Falkenberg
- Décors : Karl Vollbrecht, Emil Hasler
- Production : Seymour Nebenzal
- Société de production : Nero-Film
- Sociétés de distribution : République de Weimar, Vereinigte Star-Film GmbH
- Pays de production :  République de Weimar
- Langue originale : allemand
- Format : noir et blanc - 1,20:1 - mono - 35 mm
- Genre : drame, policier, film noir, film à énigme, thriller
- Durée :
  - 117 minutes (version initiale)
  - 89 minutes (version de 1960)
  - 111 minutes (restauration numérique, sortie en 2014)[2]
- Licence : domaine public[3]
- Dates de sortie :
  - République de Weimar : 11 mai 1931 (avant-première à Berlin)
  - France : 8 avril 1932
- Affiche : Roland Coudon (France)

## Distribution
- Peter Lorre : Hans Beckert, alias M
- Ellen Widmann : Mme Beckmann
- Inge Landgut : Elsie Beckmann
- Otto Wernicke : Commissaire (à la brigade criminelle) Karl Lohmann
- Theodor Loos : Inspecteur Groeber
- Gustaf Gründgens : Schränker, chef de la pègre
- Friedrich Gnaß : Franz, cambrioleur
- Theo Lingen : l'arnaqueur
- Fritz Odemar : le tricheur
- Paul Kemp : le pickpocket
- Rosa Valetti : l'aubergiste
- Hertha von Walther : la prostituée
- Elisabeth Neumann-Viertel : la jeune prostituée
- Hanna Maron : la petite fille (non créditée)
- Klaus Pohl : le témoin / le borgne (non crédité)

## Production
Il s'agit du premier film parlant que réalise Fritz Lang, ce dernier ayant jusqu'alors dirigé plus d'une douzaine de films muets, y compris Metropolis.

### Préparation
Initialement, le film doit s'appeler Mörder unter uns (Des Assassins parmi nous) : c'est sous ce titre que Lang sollicite la location de l'ancien hangar à zeppelins de Staaken, reconverti en studio de cinéma. Il se voit répondre par le directeur qu'il ne l'obtiendrait pas. Lang comprend pourquoi en remarquant au cours de la discussion l'insigne nazi épinglé au revers de la veste du directeur. Celui-ci craignait que le titre ne concernât le mouvement nazi. L'autorisation est finalement accordée dès qu'il comprend que l'histoire concerne un assassin d'enfants.

### Tournage et distribution
Le tournage du film dure seulement six semaines, de janvier à mars 1931. De véritables malfrats sont embauchés par la production pour le tournage, pour que cela « fasse vrai ».
À noter que ce n'est pas Peter Lorre (qui joue le personnage de l'assassin) qui siffle l'air Dans l'antre du roi de la montagne, extrait de Peer Gynt d'Edvard Grieg, mais bien Fritz Lang lui-même,.

## Analyses

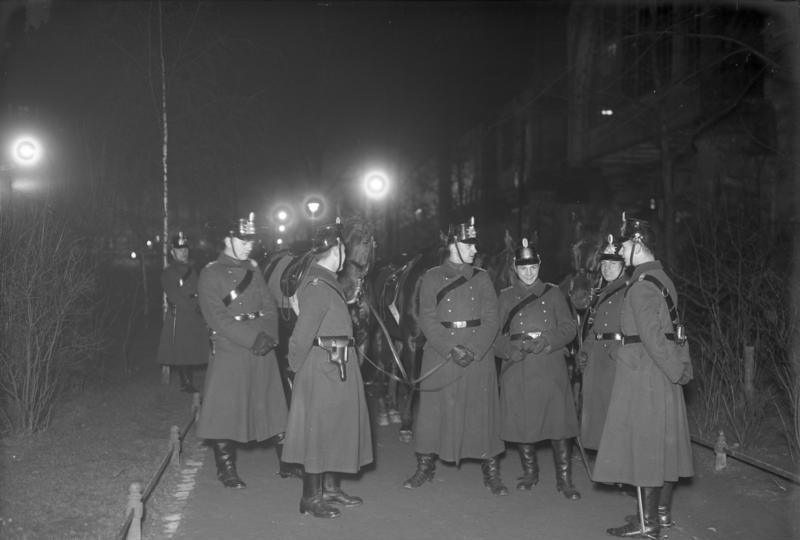
Brigade de police au début des années 1930 à Berlin.

### Contexte
Le film ne s'inspire pas seulement de l'affaire Peter Kürten, le « Vampire de Düsseldorf », mais aussi d'une vague de meurtres d'enfants qui ensanglanta l'Allemagne durant les années 1920 (dont la ville de Breslau en 1929) et, outre Kürten, des meurtriers Fritz Haarmann, Karl Grossman et Karl Denke.
Pour son film, Fritz Lang s'appuie aussi sur l'existence des Heimatklänge, Hand in Hand et des Deutsche Kraft, des clubs qui, sous couvert de promotion du sport, vivaient en partie de revenus provenant du chantage ou de la prostitution. À la fin des années 1920, ils comptaient environ 1 000 membres. Ces clubs avaient un code d'honneur très strict.
La ville où se déroule l'action n'est pas nommée, et les titres des versions italienne et espagnole (M, le monstre de Düsseldorf) laissent penser qu’il s’agit de Düsseldorf. Mais plusieurs indices narratifs situent l’action à Berlin : une publicité pour un journal berlinois, la carte de Berlin dans le bureau du commissaire, le fait que le commissaire parle d'une ville de 4 millions d'habitants (ce qui ne pouvait, à l'époque, correspondre qu'à Berlin), le nom « Alex » (qui fait référence à l'Alexanderplatz) cité plusieurs fois.
Dans le documentaire Les Tribunaux d'Hitler sorti en 2023, l'historien Johann Chapoutot voit dans la scène de procès à la fin du film une métaphore de l'organisation nazie et de sa conception du droit : « La pègre et le petit peuple des rues capturent le tueur et organisent un procès clandestin. Ce tribunal sauvage défie les institutions, il rejette la justice officielle pour imposer sa propre conception du droit, exactement comme les nazis le font dans la réalité. »

### Usage du son
M le maudit est un film pionnier dans l'utilisation du leitmotiv (ici la musique sifflée évoquant Dans l'antre du roi de la montagne, extrait de Peer Gynt d'Edvard Grieg) afin de donner plus d'intensité à l'accompagnement musical.

### Appréciations
Avec le temps, M le maudit est devenu un classique reconnu, rivalisant avec les autres œuvres de Lang pour le titre d'œuvre maîtresse (opus magnum). Dans Les Films clés du cinéma, Claude Beylie décrit M le maudit comme « un magistral exercice de style, un modèle absolu de mise en scène, considérée comme une mise en équation de tous les éléments constitutifs du film. Le moindre détail est chargé de sens, les plans s'imbriquent selon un ordre infaillible ».
Pour l'historien Marc Ferro, M le Maudit se sert « du fait divers comme d'un symptôme qui aide à comprendre les problèmes d'une société », celle de la montée du nazisme en Allemagne.
Pour Victor Métral du Collège de Droit de la Sorbonne, l'œuvre de Lang suscite une réflexion sur la peine de mort en mettant en opposition le désir de vengeance populaire, même légitime, et le droit : une personne reconnue instable ne peut être pénalement responsable de méfaits qu'elle commet malgré elle.
L'enseignant et critique Thierry Méranger évoque pour sa part une dualité Dr Jekyll / Mr Hyde liée à des pulsions incontrôlables.
En 2008, les Cahiers du cinéma placent le film à la 6e place de leur liste de 100 films pour une cinémathèque idéale.

## Postérité cinématographique
Né en Slovaquie, dans les Carpates, Peter Lorre est resté catalogué pendant des années après la sortie du film comme un méchant pour y avoir été un meurtrier d'enfants. M le maudit est son film le plus connu. Sa renommée lui ouvrira les portes d'Hollywood, où il jouera surtout des seconds rôles, notamment dans L'Homme qui en savait trop, Le Faucon maltais, Casablanca et Arsenic et Vieilles Dentelles.
Le personnage du commissaire Lohmann apparaît dans un autre film de Fritz Lang : Le Testament du docteur Mabuse (1933).
Il existe un remake américain qui reprend le même scénario, tourné en 1951 et transposé dans la ville de Los Angeles durant les années 1950 : M de Joseph Losey avec David Wayne et Howard Da Silva.
Dans la franchise Arthur et les Minimoys de Luc Besson et Céline Garcia, l'antagoniste du nom de Maltazard est surnommé par tous « M le Maudit ».
En 2019, Netflix lance une série intitulée M le maudit réalisée par Evi Romen et David Schalko.